# Dialeto alentejano

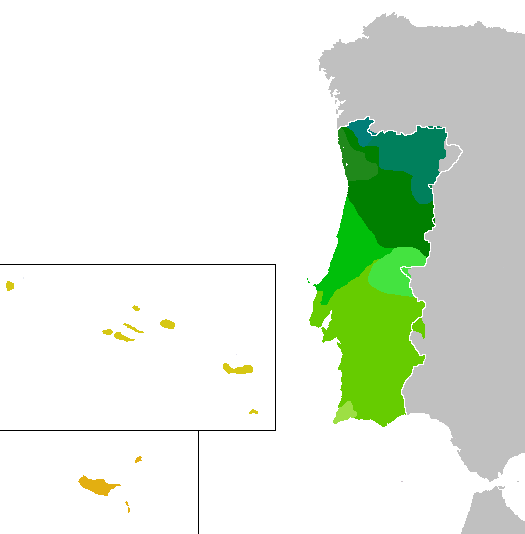
Dialetos de Portugal.

Localização do Alentejo.

O dialeto alentejano é um dialeto do português europeu conforme falado na região do Alentejo, incluindo nos municípios de Olivença e Táliga (onde existe um subdialeto), e que até meados do séc. XX, foi falado pela generalidade da população. Hoje o português nesses dois municípios vive uma fase de declínio.

## Características
- Anteposição do artigo antes do pronome possessivo (traço comum em Portugal)
- Utilização regular do gerúndio no tempo presente (à semelhança do português brasileiro)
- Paragoge em i, nos verbos no infinitivo. Ex: fazêri (fazer)
- Ausência do ditongo ei, que passa a ser ê. Ex: galinhêro (galinheiro), lête (leite).[1]

### Gramaticais
Com várias semelhanças com os dialetos do Algarve, Madeira e Açores e o português brasileiro, a nível gramatical há uma preferência para o uso do gerúndio e do pronome a gente em vez de nós. Já o pronome vós (2.ª pessoa do plural), não é geralmente utilizado, sendo substituído por vocês.

## Situação do português em Olivença
O relatório de 2005 do grupo de peritos do Conselho da Europa sobre a implementação, em Espanha, da Carta Europeia das Línguas Regionais ou Minoritárias, em 2005 pediu ao governo espanhol que fornecesse informações sobre a situação do português oliventino, e das medidas para a proteção e promoção da língua, nos termos do artigo 7 º da Carta. No entanto, no relatório apresentado por Espanha em 2006, não existem referências ao português oliventino.
No relatório de 2008, os seguintes parágrafos foram listados:
48. O Comité de Peritos não recebeu nenhuma informação sobre o uso do português na Estremadura, nomeadamente em Olivença.

49. De acordo com informações recolhidas durante a visita ao local, a língua portuguesa (a Oliventina) é tradicionalmente falada em Olivença e Táliga, desde o século XIII. No entanto, as informações recebidas sobre a atual utilização desta linguagem é inconclusiva, mas indica que o português é ensinado como língua estrangeira no campo da educação.

50. O Comité de Peritos não pode avaliar a situação do português na Estremadura, e insta as autoridades para esclarecer esta questão no próximo ciclo de monitorização, designadamente em colaboração com a associação "Além Guadiana", recentemente criada para promover a língua portuguesa.